# Be Natural
"Be Natural" é uma canção gravada pelo grupo feminino sul-coreano Red Velvet, lançada em 13 de outubro de 2014 como single digital. É um remake da canção de mesmo nome do grupo S.E.S. lançada em 2000.

## Antecedentes e lançamento
"Be Natural" é um remake da canção de mesmo nome interpretada pelo S.E.S., o primeiro grupo feminino da S.M. Entertainment. As integrantes Seulgi e Irene anteriormente performaram a versão original em um vídeo de pré-estreia, que foi liberado no canal oficial da SM Entertainment no YouTube como parte das promoções para o seu grupo de pré-estreia, SM Rookies, que três dos membros do Red Velvet fizeram parte.
O primeiro teaser foi lançado em 6 de outubro de 2014, mostrando todas as quatro garotas usando ternos, insinuando uma transição para um conceito mais maduro de seu primeiro single, "Happiness". Mais teasers foram liberados antes do grupo fazer sua volta aos palcos no M! Countdown em 9 de outubro. A SM Entertainment lançou o videoclipe para a canção em sua conta oficial no YouTube horas mais tarde. O single, por outro lado, não foi liberado até 13 de outubro.

## Vídeo musical
O vídeo musical foi dirigido por Shim Jaewon, que também trabalhou com o coreógrafo de renome, Kyle Hanagami, para a coreografia. O vídeo da canção mostra a coreografia original do vídeo de pré-estreia das integrantes Irene e Seulgi quando performaram a música em um vídeo do SM Rookies. Ele também mostra o membro do SR14B, Taeyong, fazendo as partes de rap.

## Créditos
- Red Velvet - Artista principal (Vocais)
  - Irene - vocais de apoio
  - Seulgi - vocais de liderança
  - Wendy - principais vocais
  - Joy - vocais de apoio
- Taeyong - Artista participante (Raps)

## Desempenho nas paradas
"Be Natural" estreou no número 33 no Gaon Singles Chart.
| Gráfico (2014)              | Melhores posições |
| --------------------------- | ----------------- |
| Gaon Singles Chart          | 33                |
| Gaon Download Singles chart | 20                |
| Gaon BGM chart              | 31                |

## Vendas
| Gráfico              | Quantidade |
| -------------------- | ---------- |
| Gaon downloads chart | 70,920+    |